# Marcus Valerius Corvus
Marcus Valerius Maximus Corvus (statt Corvus teils auch Corvinus; * um 371 v. Chr.; † angeblich um 271 v. Chr.) war ein römischer Volksheld, dessen Ehrenliste erstaunlich lang ist. Wahrscheinlich schrieb der Annalist Valerius Antias ihm einige Ämter zu, die tatsächlich andere, vielleicht Namensvettern, bekleidet hatten.
349 v. Chr. besiegte Valerius als Militärtribun einen riesigen Gallier im Zweikampf, wobei er Hilfe von einer Krähe oder einem Raben bekam. Er erhielt deshalb das Cognomen Corvus (lateinisch „Rabe“). Im Jahr darauf wurde er im Alter von 23 Jahren Konsul zusammen mit Marcus Popillius Laenas. 346 v. Chr. war er erneut Konsul und besiegte die Volsker. Dafür und insbesondere für die Einnahme von Satricum erhielt er einen Triumph. Sein Amtskollege in diesem Jahr war Gaius Poetelius Libo Visolus. Drei Jahre später bekleidete Valerius zum dritten Mal das Konsulat und besiegte zusammen mit seinem Mitkonsul Aulus Cornelius Cossus Arvina die Samniten, wofür er wieder mit einem Triumphzug geehrt wurde. 342 v. Chr. war er Diktator; während seines vierten Konsulats, das er zusammen mit Marcus Atilius Regulus Calenus innehatte, eroberte er 335 v. Chr. die Stadt Cales und bekam einen dritten Triumph zugesprochen. Zweimal, 332 und 320 v. Chr., leitete er als Interrex die Konsulwahlen.
Weitere Ämter, die er in hohem Alter ausgeübt habe, sind tatsächlich wohl seinem Sohn Marcus Valerius Maximus (Corvinus) zuzuschreiben: 301 v. Chr. soll er als Diktator die meuternde römische Besatzung in Capua durch die lex Valeria de provocatione zum Einlenken gebracht haben. Dieses Gesetz wurde im Jahr darauf eingeführt und bestätigte die frühere Gesetzgebung, dass kein römischer Bürger gezüchtigt oder getötet werden durfte, ohne ihm die Möglichkeit zur Provokation zu geben. 300 v. Chr. sei er zusammen mit dem homo novus Quintus Appuleius Pansa zum fünften Mal zum Konsul gewählt worden und habe die Aequer besiegt, ebenso im folgenden Jahr 299 v. Chr. als Suffektkonsul die Etrusker. Er sei hundert Jahre alt geworden.